# Pfronten
Pfronten est une commune allemande de Bavière située dans la circonscription de la Souabe.
La scène du crash de l'avion dans La Grande Évasion (The Great Escape) avec Donald Pleasence et James Garner a été tournée autour de la ville, avec vue sur l'église de Sankt-Nikolaus.

## Géographie

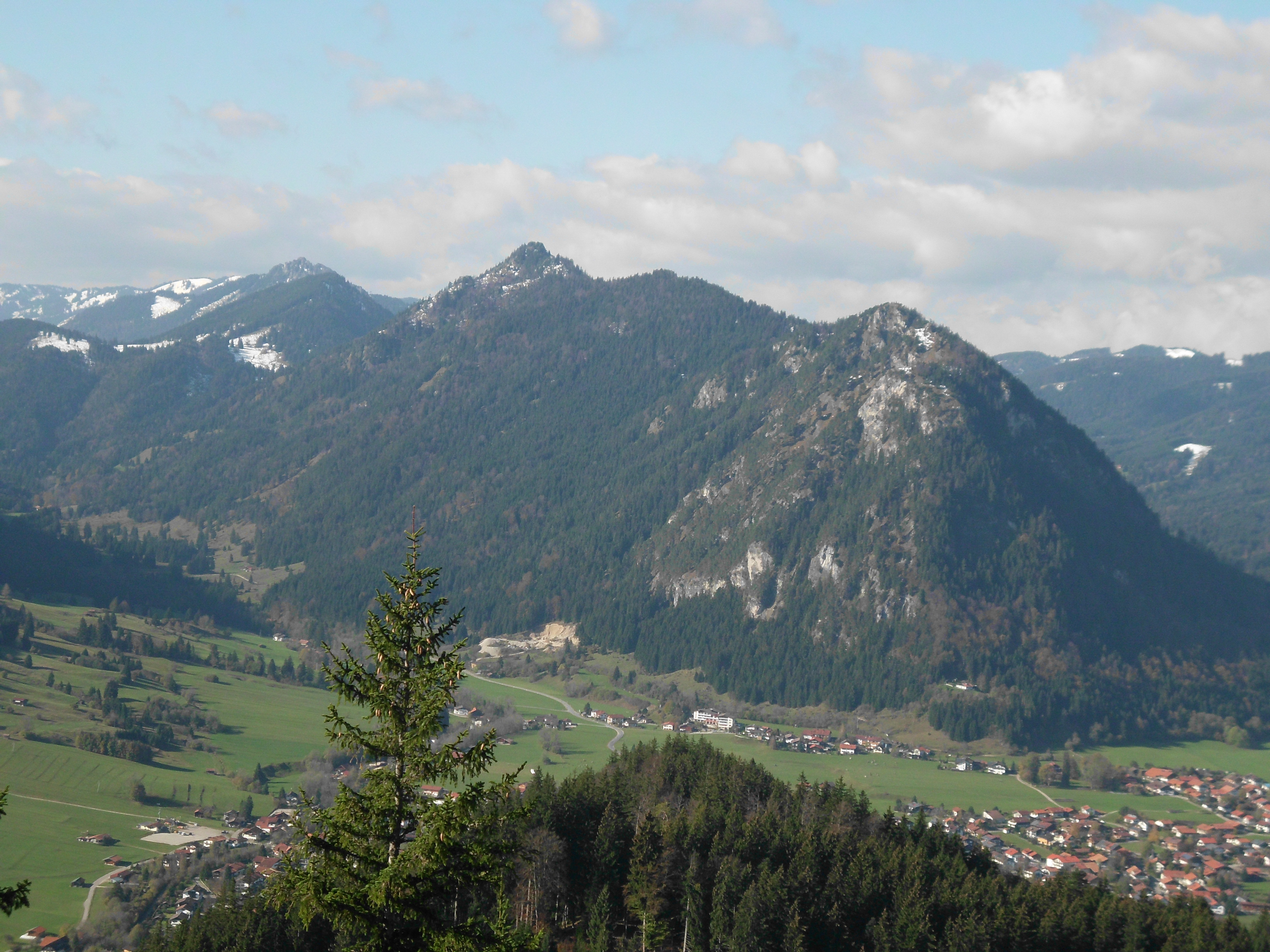
Kienberg au-dessus des toits de Pfronten, vu depuis les ruines du château de Falkenstein

Pfronten est située au pied du Breitenberg, du Kienberg et du Falkenstein. La commune est traversée par la rivière Vils.
Du côté allemand, les communes voisines de Pfronten sont la ville de Füssen, la commune d'Eisenberg et le marché de Nesselwang. En Autriche, la petite ville de Vils et la vallée de Tannheim avec les communes de Grän, Tannheim, Schattwald, Zöblen, Nesselwängle et Jungholz sont situées à proximité.
Le territoire communal comprend les communes de Bergpfronten et Steinachpfronten. 
Les villages de Berg, Dorf, Halden, Heitlern, Kappel, Kreuzegg, Meilingen, Ösch, Rehbichel, Ried, Röfleuten, Steinach et Weißbach appartiennent à la commune de Pfronten. Depuis la fin du Moyen Âge, tous ces lieux ont sûrement formé une seule paroisse. C'est pourquoi nous parlons de la communauté des 13 villages de Pfronten.

## Histoire
| Appartenances historiques Principauté épiscopale d'Augsbourg 1300–1803 Électorat de Bavière 1803–1806 Royaume de Bavière 1806–1918 République de Weimar 1918–1933 Reich allemand 1933–1945 Allemagne occupée 1945–1949 Allemagne 1949–présent |

Une route de ravitaillement romaine menait de Pfronten du sud à Cambodunum (aujourd'hui Kempten). Cependant, une colonie romaine de la vallée n'est pas sécurisée.
Avec les romains chrétiens provinciaux, qui restèrent dans l'Ostallgäu, le païen Alamans s'installa peu à peu. Vers l'an 800, la langue "romaine" a disparu dans la région. Dans la région franco-carolingienne, la population était unie à la langue allemande et au christianisme.
À partir du début du XIVe siècle, tout Pfronten appartenait au monastère d'Augsbourg, territoire séculier des évêques d'Augsbourg. Pendant la sécularisation du monastère, Pfronten vint en Bavière en 1803. En 1818, la municipalité est fondée.

## Jumelage
La commune de Pfronten est jumelée avec :
- Thoiry (France) depuis le 6 juillet 2002